# Teràpia de protons
En el camp dels tractaments mèdics, teràpia de protons és un tipus de teràpia que fa servir un feix de partícules molt energètiques, en aquest cas protons, per irradiar un teixit malalt, molt sovint càncer. La avantatge principal de la teràpia amb protons quan es compara amb altres tipus de radioteràpia, és que la dosi de protons que es deposita sobre el teixit es fa sobre un rang de profunditat estret. Això resulta en un us més racional de la radiació utilitzada, minimitzant la radiació sobre els teixits sans o bé la seva dispersió.
Quan s'avalua si s'ha de tractar un tumor amb aquesta teràpia o no, els metges escullen fer servir aquest tipus de teràpia si és important administrar una dosi de radiació més alta als teixits malalts però alhora, reduint la radiació que afectarà els òrgans veïns. La política de l'Associació Americana de Radiació Oncològica per la teràpia de protons diu que l'ús aquesta teràpia es considera com a raonable en els casos on protegir els teixits normals circumdants "no es pot aconseguir adequadament amb altres tipus de radioteràpia". Com en altres tipus de radioteràpia, la teràpia de protons sovint es fa servir juntament amb altres tipus de teràpies com la cirurgia i/o la quimioteràpia per a un tractament més efectiu del càncer.

## Descripció

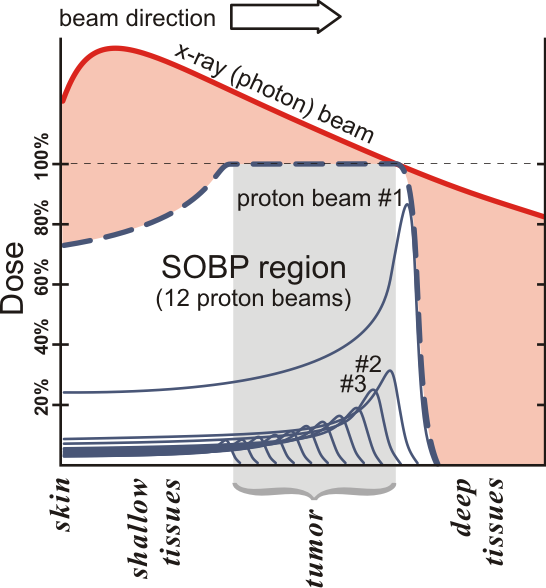
Distribució típica d'un pic de Bragg (SOBP, línia blava discontinua) que mostra la quantitat de radiació que es diposita segons la profunditat dels teixits (des de la pell, a l'esquerra, fins al tumor arribant a teixits més profunds, dreta). SOBP és una suma de diferents contribucions (línies blaves primes) que es sumen a diferents profunditats. En el cas de la teràpia de protons, la majoria de la radiació es lliura en el tumor. Això es compara amb la línia vermella que mostra la dosi lliurada en el cas de fer servir un feix de raigs X i que lliura la majoria de la radiació en la pell i els teixts més superficials. L'àrea rosa és per tant, la dosi que no es lliura en els teixits sans al fer servir la teràpia amb protons quan es compara amb altres tipus de radioteràpia. Aquesta radiació extra és innecessària i sovint contraproduent, ja que pot malmetre aquests teixits sans i fins i tot causar un càncer secundari, especialment de pell

La teràpia de protons és un tipus de radioteràpia de feix extern que fa servir radiació ionitzant. En teràpia de protons, el personal mèdic fa servir un accelerador de partícules que apunta al tumor amb un feix molt energètic de protons. Aquestes partícules carregades danyen l'ADN de les cèl·lules, finalment les mata a l'aturar la seva reproducció i, per tant, s'elimina el tumor. Les cèl·lules canceroses són especialment vulnerables quan es malmet el seu ADN degut a la seva alta taxa de divisió cel·lular i a la seva limitada habilitat per a reparar els danys en el seu ADN. Alguns tipus de càncer amb defectes especifics en la reparació del seu ADN poden ser més sensibles a la radiació amb protons.
Un altre avantatge de la teràpia amb protons es la possibilitat de produir un feix molt conforme, és a dir, un feix amb una forma que s'ajusta al tumor i a la profunditat en que es troba amb el que els teixits normals circumdants reben menys radiació. Una altra conseqüència és la reducció dels efectes secundaris. Els protons d'una energia donada tenen un grau de penetració en els teixits determinat i molt pocs protons penetren més enllà d'aquesta distància. La dosi absorbida pel teixit és màxima allà on és el tumor i ràpidament disminueix en uns pocs mil·límetres. Aquest màxim s'anomena pic de Bragg i sovint es refereix a ell com SOBP (de l'anglés: spread out Bragg peak, veure figura de la dreta).
Per tractar tumors a més profunditat, l'accelerador de protons ha de produir un feix de més energia. Quan parlem d'acceleradors de partícules normalment emprem unitats de eV (electró-volt). Els acceleradors que es fan servir en teràpia de protons, típicament produeixen protons amb energies d'uns 70 fins a 250 MeV. Per tant, ajustant l'energia dels protons duran el tractament, maximitza els danys cel·lulars dins del tumor. Els teixits que són més a prop de la pell que el tumor reben una dosi reduïda i, per tant, un dany inferior. Finalment, els teixits que són més enllà del tumor reben molt pocs protons i, per tant, el dany és incommensurablement petit.
En molts tractaments, es fan servir protons de diferents energies amb pics de Bragg a profunditats diferents per a tractar tot el tumor. Aquests pics de Bragg es mostren amb línies blaves primes a la figura d'aquesta secció a la dreta. És important entendre que, malgrat els teixits darrere (o més enllà) del tumor pràcticament no reben radiació amb aquesta tècnica, els teixits que són al davant (o abans) del tumor reben una quantitat de radiació d'acord amb la distribució abans esmentada SOBP.